# John-Jason Peterka
John-Jason « JJ » Peterka (né le 14 janvier 2002 à Munich en Allemagne) est un joueur professionnel allemand de hockey sur glace. Il évolue au poste d'attaquant.

## Biographie

### Carrière en club
Formé au EHC Munich, il joue dans les équipes de jeunes du EC Bad Tölz puis du RB Hockey Akademie. En 2019, il commence sa carrière senior dans la DEL avec l'EHC Munich. Il est sélectionné au 2e tour, en 34e position par les Sabres de Buffalo lors du repêchage d'entrée dans la LNH 2020. En 2021, il part alors en Amérique du Nord et est assigné aux Americans de Rochester, club-école des Sabres dans la Ligue américaine de hockey. Le 29 décembre 2021, il joue son premier match avec les Sabres dans la Ligue nationale de hockey face aux Devils du New Jersey. Le 13 octobre 2022, il marque son premier but dans la LNH face aux Sénateurs d'Ottawa.

### Carrière internationale
Il représente l'Allemagne au niveau international. Il prend part aux sélections jeunes.

## Trophées et honneurs personnels

### LAH
- 2022 : nommé dans l'équipe des recrues.

### Championnat du monde
- 2023 : nommé meilleur attaquant.
- 2023 : nommé dans l'équipe type.

## Statistiques

### En club
| Saison     | Équipe                 | Ligue      |     | Saison régulière | Saison régulière | Saison régulière | Saison régulière | Saison régulière |   | Séries éliminatoires | Séries éliminatoires | Séries éliminatoires | Séries éliminatoires | Séries éliminatoires |
| Saison     | Équipe                 | Ligue      | PJ  | B                | A                | Pts              | Pun              | PJ               | B | A                    | Pts                  | Pun                  |                      |                      |
| 2019-2020  | EHC Munich             | DEL        | 42  | 7                | 4                | 11               | 14               | -                | - | -                    | -                    | -                    |                      |                      |
| 2020-2021  | EHC Munich             | DEL        | 30  | 9                | 11               | 20               | 8                | 2                | 1 | 0                    | 1                    | 0                    |                      |                      |
| 2020-2021  | RB Hockey Juniors      | ICE HL     | 12  | 7                | 9                | 16               | 12               | -                | - | -                    | -                    | -                    |                      |                      |
| 2021-2022  | Sabres de Buffalo      | LNH        | 2   | 0                | 0                | 0                | 0                | -                | - | -                    | -                    | -                    |                      |                      |
| 2021-2022  | Americans de Rochester | LAH        | 70  | 28               | 40               | 68               | 28               | 10               | 7 | 5                    | 12                   | 6                    |                      |                      |
| 2022-2023  | Sabres de Buffalo      | LNH        | 77  | 12               | 20               | 32               | 26               | -                | - | -                    | -                    | -                    |                      |                      |
| 2023-2024  | Sabres de Buffalo      | LNH        | 82  | 28               | 22               | 50               | 28               | -                | - | -                    | -                    | -                    |                      |                      |
| 2024-2025  | Sabres de Buffalo      | LNH        | 77  | 27               | 41               | 68               | 34               | -                | - | -                    | -                    | -                    |                      |                      |
| Totaux LNH | Totaux LNH             | Totaux LNH | 238 | 67               | 83               | 150              | 88               | -                | - | -                    | -                    | -                    |                      |                      |